# Toxorhynchites speciosus
Toxorhynchites speciosus är en tvåvingeart som först beskrevs av Frederick Askew Skuse 1889.  Toxorhynchites speciosus ingår i släktet Toxorhynchites och familjen stickmyggor. Inga underarter finns listade i Catalogue of Life.